# Sigmatismo
Il sigmatismo è uno dei difetti di pronuncia del linguaggio (dislalie, disfasie o blesità) più comuni. Il fenomeno è popolarmente chiamato zeppola, lisca, S moscia o S sifula.
Appartiene alle dislalie alveolo-dentali e consiste nell'alterata pronuncia del fonema /s/, oppure nella sua ripetizione o accentuazione. Oltre ai fonemi /s/ e /z/ può riguardare inoltre difetti di pronuncia di /ʃ/, /ʦ/, /ʣ/, /ʧ/ e /ʤ/. Data la particolare complessità di realizzazione di /s/ i sigmatismi rappresentano per lo più le dislalie più frequenti.
Il fonema /s/ si realizza normalmente con un fono ([s]) prodotto dalla corrente d'aria che passa prima lungo un canale sul dorso della lingua e poi tra i denti incisivi superiori e quelli inferiori ravvicinati. Nei casi di mancanza dei denti anteriori o di determinate malocclusioni o malformazioni del palato o della lingua, la pronuncia di /s/ subirà una modifica. 
Il sigmatismo si distingue in: 
- interdentale: se si interpone la lingua tra gli incisivi superiori e inferiori e si produce un suono simile a [θ] (o a [ð] se sonoro); questo fenomeno è chiamato S blesa.[1] Durante la realizzazione del suono, dunque, si verifica un’interferenza da parte dell’organo linguale;
- addentale: se si appoggia la punta della lingua contro la superficie posteriore degli incisivi superiori;
- laterale: se si solleva la punta della lingua verso un lato del palato duro creando un ostacolo alla fuoriuscita dell'aria in avanti per cui il sibilo esce lateralmente a destra e a sinistra della lingua, nel caso di soggetti che mancano dei premolari; il risultato è un fono simile a [ɬ] (o a [ɮ] se sonoro).